# Eloise Laws
Lavern Eloise Laws (* 1949 in Houston, Texas) ist eine US-amerikanische Soul-Sängerin.

## Karriere
Eloise Laws kommt aus einer sehr musikalischen Familie: Ihre Brüder Hubert (* 1939) und Ronnie (* 1950) sind bekannte Jazz-Musiker, ihre Schwester Debra ist ebenfalls Sängerin. Die Familie arbeitete über die Jahre immer wieder zusammen. Eloise Laws nahm für zahlreiche Labels Platten auf, ohne dass ihr der große Durchbruch gelang. Ihre ersten erfolglosen Singles veröffentlichte die Sängerin in den späten 1960er Jahren auf Columbia. Zwischen 1969 und 1971 war sie mehrmals zu Gast in damals sehr populären Fernsehshows wie The David Frost Show, The Merv Griffin Show und The Tom Jones Show. Außerdem trat sie 1970 zwei Wochen lang mit Harry Belafonte unter anderem im Caesars Palace auf. Das Branchenblatt Billboard bescheinigte ihr großes Potential und die Ausstrahlung einer Shirley Bassey oder Nancy Wilson. Seinerzeit gehörten vor allen Dingen Torch-Songs zu ihrem Repertoire.
Anfang der 1970er Jahre unterzeichnete sie einen Vertrag bei Music Merchant und arbeitete für zwei R&B-Singles mit dem Songwriter- und Produzenten-Trio Holland–Dozier–Holland zusammen. Das Trio sah in Laws eine Nachfolgerin zu Freda Payne, die nach einigen Erfolgen in vertraglichen Schwierigkeiten steckte. Der Song Love Factory war zwar seinerzeit kein Hit, entwickelt sich aber über die Jahre zu einem Klassiker der Northern-Soul-Szene in Großbritannien. Noch 1973 sang Laws ein Duett mit Harry Belafonte, So Close, auf dessen Album Play Me.
Nachdem sich die Hoffnungen auf einen Hit bei Music Merchant nicht erfüllt hatte, war Laws 1975 kurzzeitig Mitglied der zwischen 1966 und 1973 sehr erfolgreichen Vocal-Gruppe The 5th Dimension. Sie ersetzte Marilyn McCoo, die die Band zuvor mit ihrem Ehemann Billy Davis, Jr. verlassen hatte. Im Jahr darauf nahm Laws  die Zusammenarbeit mit Eddie und Brian Holland wieder auf, die sie bei ihrem Label Invictus verpflichteten und ihren Stil in Richtung Disco änderten.
1977 erschien ihr Debüt-Album Ain’t It Good Feeling Good, das mit Love Goes Deeper Than That und You Got Me Loving You Again Laws’ erste Hits in den amerikanischen Disco-Charts enthielt. Im Jahr darauf konnte Laws immerhin zwei kleine Hits in den amerikanischen Pop-Charts feiern: 1,000 Laughs (Platz 91) und Number One (Platz 97, R&B Platz 78). Beide Titel waren gemeinsam auch in den Disco-Charts erfolgreich (Platz 21) und stammen aus ihrem einzigen Album für ABC: Eloise wurde von Linda Creed und Jerry Goldstein produziert und bot eine Mischung aus sanftem Soul und Disco. Gemeinsam mit ihrer Schwester Debra sang Laws 1978 auch Background auf dem Album Fantasy der Disco-Band Aquarian Dream und eröffnete Konzerte der Funk-Gruppe War.
Auf Liberty feierte Laws ab 1980 zwei ihrer größten Hits in den R&B-Charts: Strength of a Woman (Platz 33) und You Are Everything (Platz 53) stammen aus Eloise Laws, das teilweise von ihrem Bruder Ronnie produziert wurde. Als Arrangeur fungierte bei einigen Songs die Philly-Soul-Legende Thom Bell. 1982, mittlerweile stand Laws bei Capitol unter Vertrag, folgte mit dem Album All in Time eine weitere von Ronnie Laws verantwortete Produktion. Auch Hubert und Debra Laws waren an diesem Werk beteiligt.
Nach etlichen Jahren ohne Plattenvertrag nahm sie erst 2000 eine neue CD auf: The Key. 2003 folgte Secrets. 2008 trat sie im Musical It Ain't Nothin' But the Blues auf.
Laws tritt nach wie vor live auf, je nach Anlass auch mit ihren Geschwistern als The Laws Family.
Ihre erfolgreich behandelte Brustkrebserkrankung verarbeitete Laws in dem Buch Healing Shower.

## Diskografie

### Alben
- 1977: Ain't It Good Feeling Good (Invictus)
- 1977: Eloise (ABC)
- 1980: Eloise Laws (Liberty)
- 1982: All in Time (Capitol)
- 2000: The Key (Scepterstein)
- 2003: Secrets (Scepterstein)

### Kompilationen
- 1999: Love Factory: The Invictus Sessions (Castle)